# Altstadt (Moguncja)
Altstadt, Mainz-Altstadt – okręg administracyjny Moguncji, w Niemczech, w kraju związkowym Nadrenia-Palatynat. W czerwcu 2024 roku okręg zamieszkiwało 18 215 mieszkańców.